# Mani Mattsson
Mani Mattsson, egentligen Ernst Emanuel Mattsson, född 16 januari 1927 i Jakobstad i Finland, död i november 2022, var en svensk pianist, organist, kompositör, textförfattare och arrangör, bosatt i Hägersten.
Mani Mattsson var ackompanjatör till frikyrkosångaren Einar Ekberg. Mattsson har även arbetat med exempelvis Rolf Björling och Samuelsons.
För en bredare allmänhet blev Mattsson känd när han i ungdomsmusiktidningen Okej ondgjorde sig över hårdrock. Ett av hans uttalanden, som blev en rubrik, var att ”Hårdrockare är dumma”. Uttalandet illustrerades med en bild på Mattsson där han river sönder en affisch med något hårdrocksband.
Mattsson har medverkat på mer än 450 grammofonskivor, men har också gjort en egen CD med sånger hämtade från de nio Einar Ekberg-åren.

## Biografi
Mattsson växte upp i Jakobstad, Finland i ett kristet hem. Modern var baptist och fadern pingstvän och därtill affärsman som startade en gitarrfabrik i Jakobstad, men omkom i en flygkrasch 1961.
Till Sverige kom Mani Mattsson 1946 för att studera musik. Året därpå gifte han sig och paret bosatte sig i Stockholm där de ofta gick till Filadelfiakyrkan och Södermalmskyrkan. Så småningom kom han att bli Einar Ekbergs ackompanjatör och var även med honom på USA-turné. Ett annat musikaliskt samarbete som var betydelsefullt för Mani Mattsson var med Rolf Björling. Under 34 år spelade de tillsammans. Mani Mattsson turnerade även med sångaren Jan Sparring.
Men Mani Mattsson har under sitt långa musikliv inte bara ackompanjerat utan även exempelvis komponerat. Det har blivit hundratals sånger genom åren. Han har tonsatt några oratorier också. Han har medverkat på mer än 450 skivproduktioner – som arrangör, kompositör, dirigent och framförallt som pianist. En egen skiva släppte han vid 79 års ålder. Soloskivan heter ”Melody divine” och kom till efter påstötningar från vänner och bekanta. Sångerna valdes utifrån Einar Ekbergs repertoar men med Mattssons egna tolkningar.

## Diskografi
- 2006 - Melody Divine